# Schronisko Rudolfa
Schronisko Rudolfa (węg. Rudolf trónőrőkős vadászháza) – nieistniejące schronisko, stojące dawniej w Dolinie Koprowej w słowackich Tatrach Wysokich. Znajdowało się na dnie tej doliny, na niewielkiej polance przy ujściu Niewcyrskiego Potoku.
W XIX wieku Dolina Koprowa nie była obiektem zainteresowań Węgierskiego Towarzystwa Karpackiego, które w Tatrach budowało schroniska turystyczne. Domek Rudolfa wybudowany został w 1880 r. jako domek myśliwski Rudolfa Habsburga, następcy tronu austro-węgierskiego. Turyści mogli go używać w okresie, gdy Habsburgowie nie byli na polowaniu. Gdy w 1889 r. Rudolf niespodziewanie zmarł, administracja leśna zezwoliła turystom na korzystanie z domku przez cały czas.
Był to parterowy, drewniany, 3-pokojowy i bardzo prymitywny domek, który oferował tylko dach nad głową. Spłonął w 1909 roku. Stojący obok niego szałas spłonął 6 lat wcześniej.
W Dolinie Koprowej istniały jeszcze dwa schroniska – Schronisko Mühlmanna i Watra. Obecnie w  dolinie tej nie ma żadnego schroniska turystycznego.